# لازار سامینسکی
لازار سمیونویچ سامینسکی (روسی: Саминский, Лазарь Семёнович؛ ۸ نوامبر ۱۸۸۲–۳۰ ژوئن ۱۹۵۹) یک آهنگساز، رهبر ارکستر و نوازندهٔ اهل اوکراین بود. وی از بنیان‌گذران «انجمن موسیقی فولکلور یهودی سن پترزبورگ» است. وی همسر شاعر بریتانیایی لیلیان مورگان (۱۸۹۳–۱۹۴۵) است.
وی دانش‌آموختهٔ رشته ریاضیات، فلسفه و موسیقی در دانشگاه مسکو و از شاگردان نیکلای ریمسکی-کورساکف، آناتولی لیادوف و نیکولای چیریپنین بود که در سال ۱۹۰۵ به دلیل شرکت در اعتصابات دانشجویی، تبعید شد.
او بیشتر در زمینه موسیقی یهودیان فعالیت داشت و کتاب‌های گوناگونی نیز در این زمینه نوشته است.